# Phalotris concolor
Phalotris concolor — вид отруйних змій родини полозових (Colubridae). Ендемік Бразилії.

## Поширення і екологія
Phalotris concolor відомі з двох місцевостей, одна з яких розташована на березі річки Ітакамбіручу в горах Серра-ду-Еспіньясу, в муніципалітеті Крісталія в штаті Мінас-Жерйас, в друга — в муніципалітеті Кокос в штаті Баїя. Вони живуть в саванах серрадо.